# Шапель Олександр Михайлович
Олекса́ндр Миха́йлович Ша́пель — старший солдат Збройних сил України.
14 листопада 2014 року за особисту мужність і героїзм, виявлені у захисті державного суверенітету та територіальної цілісності України, вірність військовій присязі під час російсько-української війни, відзначений — нагороджений орденом «За мужність» III ступеня.